# Il giorno più lungo
Il giorno più lungo (The Longest Day) è un film di guerra del 1962 basato sull'omonimo saggio storico del 1959 di Cornelius Ryan sullo sbarco in Normandia durante la seconda guerra mondiale.
Il film fu prodotto da Darryl F. Zanuck, che pagò all'autore del libro 175 000 $ statunitensi per i diritti cinematografici, e venne diretto da Ken Annakin (esterni inglesi e francesi), Andrew Marton (esterni statunitensi), Bernhard Wicki (le scene dei tedeschi), Gerd Oswald (le scene di paracadutismo), non accreditato, e dallo stesso Darryl F. Zanuck, anch'egli non accreditato. La sceneggiatura è dell'autore del romanzo Ryan, con materiale aggiuntivo scritto da Romain Gary, James Jones, David Pursall e Jack Seddon.
Il giorno più lungo, girato in bianco e nero, è interpretato da un grande cast corale che include John Wayne, Edmond O'Brien, Kenneth More, Richard Todd, Robert Mitchum, Richard Burton, Steve Forrest, Sean Connery, Henry Fonda, Red Buttons, Peter Lawford, Eddie Albert, Jeffrey Hunter, Stuart Whitman, Tom Tryon, George Segal, Rod Steiger, Leo Genn, Gert Fröbe, Irina Demick, Bourvil, Curd Jürgens, Robert Wagner, Madeleine Renaud, Paul Anka e Arletty. Alcuni di questi attori interpretarono ruoli che virtualmente erano camei: Fonda, Genn, More, Steiger e Todd presero infatti parte da militari allo sbarco e lo stesso Todd fu uno dei primi ufficiali inglesi ad atterrare in Normandia nell'Operazione Overlord e a partecipare all'assalto sul Ponte Pegasus.

## Trama
Il giorno più lungo è girato nello stile di un film verità. Iniziando nei giorni prima del D-Day, il film si concentra sugli eventi sui due lati del Canale della Manica, che vedono gli Alleati aspettare a entrare in azione a causa delle avverse condizioni meteorologiche e le forze dell'Asse difendere la Francia del Nord scommettendo su uno sbarco a Calais. Di centrale importanza è la decisione del generale Dwight Eisenhower, Comandante Supremo della SHAEF, di procedere all'azione dopo i primi rapporti sul tempo cattivo, mentre l'Alto Comando dell'Esercito tedesco è diviso sul luogo in cui avverrà l'"invasione".
Alle prime ore del 6 giugno 1944 le truppe aviotrasportate degli Alleati vengono paracadutate per conquistare delle posizioni chiave, aiutati dalla resistenza francese. Dalle missioni degli alianti inglesi per salvare il Ponte Pegasus, ai contrattacchi sferrati dai paracadutisti americani sparpagliati intorno a Sainte-Mère-Église, dall'infiltrazione e lavoro di sabotaggio condotto dalla resistenza francese e dagli agenti della SOE, alla reazione della Wehrmacht all'invasione, la frenesia e l'incertezza regnano sovrane, con il dubbio tedesco sul fatto che si trattasse del vero attacco o soltanto di un diversivo in preparazione per gli attraversamenti al Passo di Calais (cfr. Operazione Fortitude) che costa del tempo prezioso ai difensori, che non riescono a inviare un numero sufficiente di forze in appoggio a chi difende l'accesso dal mare.
Dopo il lancio dei paracadutisti a Sainte-Mère-Église, gli alleati proseguono con l'avanzata verso la costa dalle spiagge della Normandia, l'assalto dell'US Ranger Assault Group alla Pointe du Hoc e l'attacco a Ouistreham da parte della France libre, nonostante la strenua difesa tedesca, aiutata dall'attacco a bassa quota delle spiagge da parte di due piloti della Luftwaffe. Il film si conclude con un montaggio che mostra diverse unità degli Alleati che consolidano le loro teste di ponte prima che l'avanzata interna inizi a liberare la Francia.

## Produzione

### Riprese
- Il film fu girato in diverse location francesi fra cui l'Isola di Ré, la spiaggia di Saleccia a San Fiorenzo e Port-en-Bessin-Huppain per rimpiazzare Ouistreham, gli Studios de Boulogne a Boulogne-Billancourt e le attuali location del Ponte Pegasus vicino Bénouville, Calvados, Sainte-Mère-Église e la Pointe du Hoc.
- Durante le riprese degli sbarchi a Omaha Beach, le comparse che interpretavano i soldati americani non volevano saltare giù dal mezzo da sbarco in acqua perché pensavano che fosse troppo fredda. Robert Mitchum, che interpretò il Generale Norman Cota, irritato dalla loro esitazione, saltò per primo, e a quel punto le comparse seguirono il suo esempio.
- I modellini Rupert usati nel film erano molto meno elaborati e meno somiglianti a un uomo di quelli che furono usati come esca durante l'Operazione Titanic. Nella vera operazione, sei soldati della Special Air Service saltarono con i modellini e misero registrazioni al massimo volume di suoni di battaglia per distrarre i tedeschi.
- Con un budget di 7.750.000 dollari, questo film fu il film in bianco e nero più costoso mai realizzato fino al 1993, quando uscì nei cinema Schindler's List - La lista di Schindler.
- Nelle scene dell'arrivo dei paracadutisti, il rumore di sottofondo delle rane che gracidano "ribbit ribbit" non corrispondeva a quello delle specie di rane della Francia del Nord e mostrò che il film usò probabilmente una registrazione americana di rumori di sottofondo notturni.
- Viene anche riportata in una scena la reazione del maggiore tedesco Werner Pluskat, comandante del primo battaglione del 352. Artillerie Regiment (un battaglione di artiglieria della 352ª divisione tedesca) che presidiava i capisaldi di una spiaggia, che disse per radio al suo comando "il mare è pieno di navi, sono migliaia" e alla domanda "Ma dove sono" rispose "Dritte sul mio bunker!"[1], sebbene un soldato tedesco presente all'episodio abbia poi messo in dubbio in un suo libro la veridicità del ritratto offerto dal film[2].

### Musica
- La marcetta dei titoli di coda e filo conduttore del film è stata scritta dal famoso cantante degli anni cinquanta e sessanta Paul Anka, che appare nel ruolo di un ranger del battaglione inviato a catturare la Pointe du Hoc.
- Durante la scena dello sbarco nella zona britannica in ogni scialuppa con soldati scozzesi, è presente un soldato che suona la cornamusa per aumentare il morale dei soldati; la scena riprende il ruolo tenuto dal soldato Bill Millin, aggregato ai commando guidati da Lord Lovat[3].

### Casting
- Charlton Heston sperava di ottenere il ruolo del Tenente Colonnello Benjamin H. Vandervoort, ma l'assenso all'ultimo minuto di John Wayne per il ruolo impedì la partecipazione di Heston. A 55 anni, Wayne aveva 28 anni in più di Vandervoort al momento dell'azione.
- Mentre ognuno del cast accettò 25,000 dollari di pagamento, John Wayne insistette su 250,000 dollari per punire il produttore Zanuck per avergli detto povero John Wayne, riferendosi ai problemi di Wayne con il suo dispendioso film La battaglia di Alamo.
- Il nome del Sergente Kaffeekanne (interpretato da Gert Fröbe) è la traduzione in tedesco di caffettiera, che si porta sempre appresso.
- In questo film, dove pochissimi erano i personaggi femminili, la parte femminile più importante, quella del membro della Resistenza francese Janine Boitard, fu affidata ad Irina Demick, a quel tempo compagna del produttore Zanuck.
- È una comune opinione errata che Bill Millin, il suonatore di cornamusa che accompagnò Lord Lovat per la Normandia con le sue cornamuse, interpretò se stesso nel film. In realtà era interpretato da Leslie de Laspee, il cornamusiere ufficiale della Regina madre nel 1961.
- A Sainte-Mère-Église il soldato John Steele dell'82ª divisione paracadutisti (interpretato da Red Buttons) è commemorato dalla popolazione locale con un manichino appeso ad un paracadute dalla torre della chiesa dove accidentalmente atterrò.
- Richard Todd, che interpretò il Maggiore John Howard, il capo della British Airborne durante l'assalto al Ponte Pegasus, partecipò al vero assalto al ponte nel D-Day. A Todd fu offerta la chance di interpretare se stesso, ma scelse invece seduta stante la parte del Maggiore John Howard. Nel film, subito dopo che gli inglesi catturano il ponte sul fiume Orne (in seguito chiamato Horsa Bridge), uno dei soldati dice a Todd, che interpreta Howard, che tutto quello che devono fare da quel momento è stare fermi e aspettare l'arrivo del 7º Battaglione Paracadutisti, al che il personaggio di Todd replicherà: E i paracadutisti, signore?. Questa era la battuta di un soldato, e Todd fu l'assistente del 7º battaglione paracadutisti nel D-Day. Todd era già stato in precedenza coprotagonista di Operazione Normandia.
- Joseph Lowe atterrò sulla Spiaggia Omaha e scalò le scogliere del Pointe du Hoc il D-Day. Ripeté la scalata per le telecamere 17 anni dopo, essendo ancora un membro in carica del 505th Airborne Battle Group, che fornì alcune comparse della US Army.
- L'ex Presidente degli Stati Uniti Dwight Eisenhower fu preso in considerazione per il ruolo di se stesso, ed egli rese nota la propria disponibilità. Poiché gli artisti del makeup non sarebbero comunque riusciti a far apparire Eisenhower giovane abbastanza per fargli interpretare se stesso come ai tempi della seconda guerra mondiale, il suo ruolo fu affidato a Henry Grace, un decoratore di set senza nessuna esperienza recitativa, ma che era nell'industria cinematografica dalla seconda metà degli anni trenta. Era una scelta azzeccata per l'interpretazione del giovane Eisenhower, anche se la sua voce era diversa.
- Il film fu l'ultima apparizione cinematografica di Sean Connery prima di assumere il ruolo di James Bond. Gert Fröbe (Sergente Kaffeekanne) e Curd Jürgens (Generale Günther Blumentritt) interpreteranno in seguito i cattivi dei film di Bond, rispettivamente Goldfinger (Agente 007 - Missione Goldfinger (1964)) e Karl Stromberg (La spia che mi amava). Connery in seguito interpretò il Generale Maggiore Roy Urquhart nel film del 1977 Quell'ultimo ponte, che è anche basato su un altro libro di Cornelius Ryan. Anche Wolfgang Preiss interpretò il Generale Maggiore Max-Josef Pemsel in Il giorno più lungo e il Feld-Maresciallo Gerd von Rundstedt in Quell'ultimo ponte.
- Mel Ferrer fu originariamente contattato per interpretare il ruolo del Generale James M. Gavin, ma rifiutò il ruolo a causa di un conflitto di orari.
- Secondo il documentario del 2001 Cleopatra: il film che cambiò Hollywood, Richard Burton e Roddy McDowall, annoiati per una forzata inattività di molte settimane durante le riprese a Roma del film Cleopatra, contattarono Zanuck in modo da fare qualcosa nel suo film. Si recarono sul set ed entrambi fecero un giorno di riprese prestandosi a titolo gratuito per un cameo.
- Il film impiegò diversi consulenti militari Alleati e dell'Asse che parteciparono al D-Day. Alcuni hanno i loro ruoli re-interpretati nel film. Fra questi ci sono Günther Blumentritt (un ex generale tedesco), James M. Gavin (un generale statunitense), Frederick Morgan (il vice-capo del personale alla SHAEF), John Howard (che guidò l'assalto dell'aviotrasportata sul Ponte Pegasus), Lord Lovat (che comandò la 1ª Brigata del Servizio Speciale), Philippe Kieffer (che guidò i suoi uomini all'assalto di Ouistreham), Pierre Koenig (che comandò la France libre durante l'invasione), Max Pemsel (un generale tedesco), Werner Pluskat (il maggiore che fu il primo ufficiale tedesco a vedere la flotta d'invasione), Josef "Pips" Priller (il pilota dalla testa calda) e Lucie Rommel (la vedova di Erwin Rommel).

## Doppiaggio
Nella versione originale del film ogni personaggio parla nella propria lingua, con sottotitoli per gli spettatori, tranne la scena del compleanno del generale tedesco, dove gli attori sono doppiati in tedesco. Nella versione italiana d'epoca, invece, tutti i personaggi parlano la stessa lingua. L'equivoco fu corretto per l'uscita in DVD, dove  fu lasciato il doppiaggio italiano solo per i personaggi angloamericani (sottotitolando i dialoghi nelle altre lingue). Tuttavia, in alcune scene essi furono inspiegabilmente ridoppiati.

## Riconoscimenti
- 1963 - Premio Oscar
  - Migliore fotografia a Jean Bourgoin, Walter Wottitz e Henri Persin
  - Migliori effetti speciali a Robert MacDonald e Jacques Maumont
  - Candidato come Miglior film a Darryl F. Zanuck
  - Candidato come Migliore scenografia a Ted Haworth, Léon Barsacq, Gabriel Béchir e Vincent Korda
  - Candidato come Miglior montaggio a Samuel E. Beetley
- 1963 - Golden Globe
  - Migliore fotografia a Jean Bourgoin, Henri Persin e Walter Wottitz
  - Candidato come Miglior film drammatico
- 1962 - National Board of Review Award
  - Miglior film
- 1963 - David di Donatello
  - Miglior film straniero a Darryl F. Zanuck